# グリコピロニウム
グリコピロニウム（Glycopyrronium）は、第4級アンモニウム化合物である。ムスカリン性抗コリン薬の一つであり、COPDの長期管理に用いる吸入製剤として上市されている。血液脳関門を通過しないので中枢神経症状はほとんどない。グリコピロレート（Glycopyrrolate）と呼ばれる事もある。商品名シーブリ。本剤とインダカテロールとの配合剤（商品名ウルティブロ）、本剤とホルモテロールとの配合剤（商品名ビベスピエアロスフィア）、および、本剤、ホルモテロール、ブデソニドの３成分配合剤（商品名ビレーズトリエアロスフィア）も、同様に、COPDの長期管理に用いられるが、いずれも、気管支喘息の適応はない。また、本剤とモメタゾンおよびインダカテロールとの３成分配合剤（商品名エナジア）は、喘息コントローラーとして用いられるが、COPDの適応はない。

## 作用機序
グリコピロニウムは、ムスカリン受容体を阻害して、アセチルコリンの作用を遮断する。

## 効能・効果
全身麻酔時に、グリコピロニウムは唾液、気道内粘液、咽頭粘液、胃酸の分泌減少を目的に前投薬として用いられる。また、全身麻酔からの覚醒時には、神経筋遮断薬の拮抗薬であるネオスチグミンと併用され、ネオスチグミンの徐脈等のムスカリン作用を防止する。だが、2023年現在まで、日本では、前投薬や徐脈を適応として、保険承認された製剤(注射薬)がない。代替薬としては、アトロピンが用いられている。
唾液の過剰分泌（流涎症）の治療にも用いられる。
胃においては胃酸分泌を抑制するので、消化性潰瘍の治療に他剤との併用で用いられる。
気管支喘息ならびにCOPDの長期管理には吸入薬が用いられる。（日本での気管支喘息の適応は、ICS/LABA/LAMA合剤のエナジアのみ。）
多汗症の治療に、局所または経口投与で用いられる。

## 単剤としての副作用
重大な副作用として添付文書に記載されているものは、心房細動である。発汗機能を抑制するので、高温の環境では発熱および熱射病を起こす危険がある。他にも、ドライマウス、排尿困難、頭痛、下痢、便秘の副作用がある。内服時にアルコールを摂取すると傾眠、霧視が惹起されることがある。